# Marisa Della Pasqua

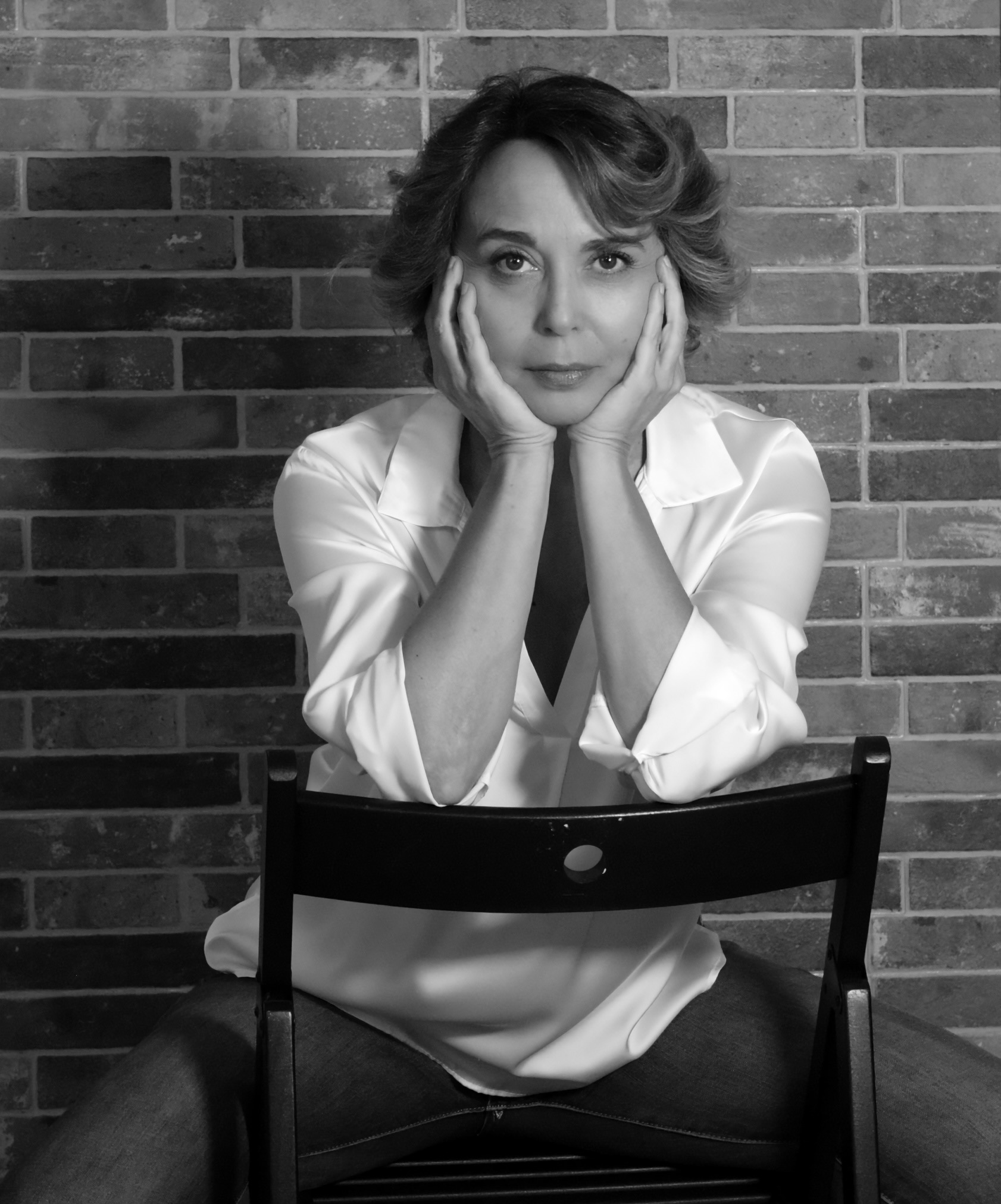
Marisa Della Pasqua

Marisa Della Pasqua (Monza, 18 giugno 1969) è un'attrice teatrale, doppiatrice e direttrice del doppiaggio italiana.

## Biografia
Marisa Della Pasqua nasce a Monza il 18 giugno 1969 ed è sorella gemella dell'attrice e doppiatrice Paola Della Pasqua. Si è diplomata all'Accademia dei Filodrammatici di Milano nel 1990, e ha studiato canto lirico e repertorio musical con il soprano Liliana Oliveri e Elisa Turlà. È sposata con l'attore Maurizio Desinan.
È attiva come attrice a teatro e nei musical, e partire dal 1991 lavora anche nel mondo del doppiaggio come doppiatrice, direttrice di doppiaggio e dialoghista. Ha doppiato Melanie Scrofano, protagonista della serie televisiva di quattro stagioni Wynonna Earp, nonché altre attrici protagoniste quali Anne Hathaway in Havoc - Fuori controllo, Christina Ricci in Prozac Nation, Tillotama Shome in Sir - Cenerentola a Mumbai, Alison Sweeney in Murder, She Baked, Ayelet Zurer in Milada, Jamie-Lynn DiScala nel film per la televisione Call Me: The Rise and Fall of Heidi Fleiss, il personaggio di J.D. nella serie animata Carnaby Street, e il personaggio di Yoko Mano nell'anime Yoko cacciatrice di demoni. Tra gli altri doppiaggi si segnalano il personaggio di Gina Timmins nei videogiochi Runaway: A Road Adventure e Runaway 2: The Dream of the Turtle, Laura Fraser in 16 Years of Alcohol, Radha Mitchell in High Art, Patricia Conde in Pongo, il cane milionario, Sarah Lind in The House of the Dead 2 - Uccidili... prima che uccidano te, Lucía Jiménez in The Kovak Box, Mona Petri nel film per la televisione Il fantastico caso di Frida, e il personaggio di Ines nella serie animata Bounty Dog.
È membro dell'Assemblea dei Delegati NuovoImaie settore Audiovisivo.

## Teatro prosa
- Con la penna d'oro di Italo Svevo, regia di Nanni Garella, Compagnia Stabile del Teatro Filodrammatici di Milano 1991/92 (Alice)
- A piacer vostro di William Shakespeare, regia di Nanni Garella, Compagnia Stabile del Teatro Filodrammatici di Milano 1992/93 (Rosalinda)
- I segreti di una piccola città di M.Parma, regia di R.Pradella Compagnia Stabile del Teatro Filodrammatici di Milano 1991/92
- Elettra di Euripide, regia di Massimo Castri, Teatro Stabile dell'Umbria 1993/95
- La fiaccola sotto il moggio di Gabriele D'Annunzio, regia di Piero Sammataro, Teatro Stabile di Catania 1993/94 (Gigliola)
- Oreste di Euripide, regia di Massimo Castri, Teatro Stabile dell'Umbria 1994/95
- La casa di Bernarda Alba, di Federico García Lorca, regia di G.Ferro, Teatro Stabile di Catania 1994/95 (Adela)
- La Fenice di F.Murari e Resch, regia di I.Loech, Teatro Stabile di Bolzano 1995/96 (Ludovica)
- Risveglio di primavera, di Frank Wedekind, regia di Guido De Monticelli, Teatro Stabile dei Filodrammatici di Milano 1997/98 (Wendla)
- La donna col pugnale di Arthur Schnitzler, regia di A.Dalla Zanna, Romte Associazione Teatrale 1997/98 (Pauline)
- Gli indifferenti, di Alberto Moravia e Luigi Squarzina, regia di C.Beccari, Compagnia Stabile del Teatro Filodrammatici di Milano 1998/99 (Carla)
- Violena, di Corrado Accordino, regia di Corrado Accordino, La Danza Immobile 1998/99 (Violena)
- Coefore, di Eschilo, regia di Elio De Capitani, Teatro dell'Elfo 1999
- La dodicesima notte, di William Shakespeare, regia di E.Marcucci, Teatro Stabile del Veneto 1999/2000 (Olivia)
- Il giardino dei ciliegi, di Anton Čechov, regia di Marco Bernardi, Teatro Stabile di Bolzano 2000/01 (Varja)
- Il Tartuffo, di Molière, regia di Vito Molinari, Teatro Olmetto di Milano 2001 (Marianna)
- Arlecchino servitore di due padroni, di Carlo Goldoni, regia di Giorgio Strehler, Piccolo Teatro di Milano 2001/2003 (Beatrice)
- Coefore, di Euripide, regia di Monica Conti, Teatro Stabile delle Marche 2004
- Nina, di André Roussin, regia di R.Pradella, Teatro Olmetto di Milano 2003 e 2008 (Nina)
- Non si sa come, di Luigi Pirandello, regia di R.Trifirò, Teatro Out Off di Milano 2004 (Bice)
- Human discount di P.Scheriani, Teatro alle Colonne, Milano 2010
- Amori, dolori... ma cosa mi metto?, di Nora e Delia Ephron, regia di C.Beccari, Teatro Delfino di Milano, 2015
- I Girasoli, di Elisabetta Ratti e Emanuela Bolco, regia di E. Ratti, Teatro Binario 7, Monza (premio Fersen 2010) 2022 (Sole)
- Sola in casa, di E.Vittorini e di D.Buzzati, regia di C.Beccari, Teatro Gerolamo, Milano 2024 (Lisetta)
- Detesto il teatro, di Achille Campanile, regia di C.Bccari, Teatro Gerolamo, Milano 2025

## Musical
- Ailoviù sei perfetto, adesso cambia!, di J.DiPietro/J.Roberts, regia di Vito Molinari, La Contrada Teatro Stabile di Trieste 2003/05 (Woman 1)
- Rosa Salmone s.p.a., di D.Daolmi/M.Desinan, regia di Vito Molinari, 2004 (Adele)
- Che ne è dell'amore?, di M.Schisgal, regia di Vito Molinari, Teatro Olmetto di Milano 2007 (Ellen)
- Le Meravigliose Wonderette, di R.Bean, regia di L.Sandri, Teatro Franco Parenti di Milano 2012 (Missy)
- Osti sull'orlo di una crisi di nervi di V.M.Visintin, Teatro Delfino di Milano 2014 Expo 2015
- Settanta volte Sette - The drama musical, scritto e diretto da Marisa Della Pasqua, musica di Maurizio Desinan, Vivavoce Produzione, Milano, Teatro Delfino, 2016
- Una volta nella vita (Once), di E.Walsh musiche di G.Hansard & M.Irgovlà , regia di Mauro Simone, Produzione Compagnia della Rancia 2023 (Baruska)
- La febbre del sabato sera, di R.Stigwood e B.Oakes, regia di Mauro Simone, Produzione Compagnia della Rancia - Stage Ent. Italia 2024/25 (Flo Manero)

## Doppiaggio parziale

### Cinema
- Tamiyo Kusakari in Vuoi ballare? - Shall We Dance?
- Jackie Guerra in Selena
- Lorri Bagley in Trick
- Lucy Russel in Following
- Vanessa Angel in Camouflage - Professione detective
- Dina Meyer in Unspeakable
- Sonja Ritcher in Open Hearts
- Laura Fraser in 16 Years of Alcohol
- Sarah Lind in The House of the Dead 2 - Uccidili... prima che uccidano te
- Anne Hathaway in Havoc - Fuori controllo
- Lucy Russel in Following
- Sarah Polley in Beowulf & Grendel
- Camilla Sjoberg in Un amore su misura
- Lucía Jiménez in The Kovak Box
- Mona Petri	in Taxiphone
- Theresa Russel in Oscuri presagi
- Sabine Timoteo in Sommervogel
- Martina Garcia in La verità nascosta
- Erika De Sautu Riestra in Se permetti non parlarmi di bambini!
- Christina Ricci in Prozac Nation
- Patricia Conde in Pongo, il cane milionario
- Ursina Lardi in Il caso Grüninger
- Natalia Cociuffo in Cata e i misteri della sfera
- Alison Sweeney in Murder, She Baked
- Melanie Scrofano in Wynonna Earp
- Christina Applegate Bad Moms - Mamme molto cattive
- Mathilde Seigner in Torno da mia madre
- Chantal Andere in Madri egoiste
- Ayelet Zurer in Milada
- Tillotama Shome in Sir - Cenerentola a Mumbai
- Tonya Glanz in Hightown

### Film d'animazione
- Sharon in Blood: The Last Vampire
- Seria in Darkside Blues
- Arruffatella in Il brutto anatroccolo
- Ashanta in Iqbal - Bambini senza paura
- Janice Quatlane in Il professor Layton e l'eterna Diva
- Katherine Turner in King of Thorn
- Linda e Min in Metal Armor Dragonar
- Tona in La principessa Minerva
- Principessa Cadence e Trixie in My Little Pony - Equestria Girls (film), My Little Pony - Equestria Girls - Rainbow Rocks, My Little Pony - Equestria Girls - Friendship Games e My Little Pony - Equestria Girls - Legend of Everfree
- Nellie Brie in Fievel - Il mistero del mostro della notte

### Film tv
- Melissa Gilbert in Una scelta difficile
- Jamie-Lynn DiScala in Call Me: The Rise and Fall of Heidi Fleiss
- Mona Petri in Il fantastico caso di Frida
- Armelle Deutsch in Le gendre ideal
- Elodie Hesme in Un chien de ma chienne

### Serie televisive
- Hayley Johnson (seconda voce) e Charlotte Chatton in La signora del West
- l'ape Tizzy in Animal Show
- Paige Peterson in La squadra del cuore
- Michael Krost in Barney
- Katharina von Bock in Luthi e Blanc
- Shannon Kenny in Invisible Man
- Laura Howard (seconda voce) in L'ispettore Barnaby
- Lisa McCune in Blue Heelers - Poliziotti con il cuore
- Erica Leerhsen in The Guardian
- Bryony Afferson in Anubis
- Winnie Böwe in Bibi & Tina
- Jasmina Douieb in La tregua
- Katharina Heyer in Der Scheich

### Serie animate
- Ines in Bounty Dog
- Lyra e Dante in Fullmetal Alchemist
- Dany O'Mallard in Le avventure di Piggley Winks
- Net in Edebits
- Corallina in Il mio amico Coniglio
- Geni in Polly Pocket
- Cici in Roary the Racing Car
- Jean Grey in Wolverine e gli X-Men
- Allura / Leone Blu in Voltron
- Toodee in Yo Gabba Gabba!
- Bunny in Rossana
- Principessa Cadence, Trixie e Fluttershy (voce cantata) in My Little Pony - L'amicizia è magica
- Masako in Naruto
- Yoko Mano in Yoko cacciatrice di demoni
- J.D. in Carnaby Street
- Mary Brown in Paddington
- Chimney in One Piece

### Videogiochi
- Anthousa in Assassin's Creed: Odyssey[2]
- Senna in League of Legends
- Christina Fowler/Madame Mirela in Call of Duty: Black Ops IIII[3]
- Tiancha in Cyberpunk 2077[4]
- Addison "Addy" Walker in Days Gone[5]
- Gina Timmins in Runaway: A Road Adventure e Runaway 2: The Dream of the Turtle
- Altre voci in Watch Dogs: Legion
- Evelyn Mayer in F1 23 -25 (2023)[6]

## Radio
- Tutti per l'una con Marco Baldini e Maurizio Desinan, Radio Deejay
- Non tutti i ladri vengono per nuocere di Dario Fo, regia di Vito Molinari, Radio Svizzera Italiana
- Il giorno della tartaruga di Garinei e Giovannini, regia di Vito Molinari, Radio Svizzera Italiana
- Non si sa come di Luigi Pirandello, regia di Roberto Trifirò, Radio Rai
- Wilhelm Meister di Goethe, regia di Gianni e Alberto Buscaglia, Radio Svizzera Italiana
- Konstanze, la moglie di Mozart, regia di Silvano Piccardi, Radio Svizzera Italiana

## Riconoscimenti
- Premio Hystrio alla Vocazione (1992).
- https://premioprimo.it/home/primo-albo/#pp2017.